# 1992年夏季残疾人奥林匹克运动会克罗地亚代表团
1992年夏季残疾人奥林匹克运动会克罗地亚代表团是克罗地亚派出的1992年夏季残疾人奥林匹克运动会代表团。获得1枚铜牌。